# Bildungsphilosophie
Bildungsphilosophie ist „… jede wissenschaftlich qualifizierte Form der theoretischen […] Beschäftigung mit Fragen, Themen, Problemen, Gestaltungsaufgaben und Konflikten im Bereich von Erziehung, Bildung und Unterricht. Insofern ist bildungsphilosophische Forschung selbstverständlich Bildungsforschung.“ Sie ist bedeutsam für Haltungen, Beurteilungen und Handlungen von Personen und Institutionen in diesen Bereichen.

## Inhalte der Bildungsphilosophie
Im Rahmen von Bildungsphilosophie wird die wahrgenommene Wirklichkeit beschrieben und kritisch reflektiert. Mit Bezug auf die vorliegenden Darstellungen werden Möglichkeiten der allgemeinen und speziellen Menschenbildung diskutiert und nach der gesellschaftlichen Legitimität von Bildungszielen, Bildungsgegenständen und Bildungswegen gefragt. Im Zentrum der Bildungsphilosophie stehen  philosophische und ethische Prinzipien pädagogischen Handelns, welches sich bildende Subjekte umsichtig dabei begleitet, sich ihrer  unmittelbaren individuellen Natur zu entfremden, die Gegenstände der Welt außer sich anzueignen und dabei nicht zu verlieren, sondern zu sich selbst zurückzukommen, und zwar einem an gegenständlichem Wissen und an differentiellem Urteilsvermögen reicheren und damit zugleich freien Selbst.
Kritische Erkundungen und Beurteilungen von Bildungsinstitutionen verweisen auf Zusammenhänge von Bildungsphilosophie und Bildungssoziologie.

## Aufgaben der Bildungsphilosophie
Die Bildungsphilosophie analysiert und kritisiert pädagogische Wissensbestände und Überzeugungen. Das heißt, sie analysiert, was pädagogisch relevant ist und was pädagogische Gültigkeit beansprucht.
Die Bildungsphilosophie übernimmt normative Aufgaben, wie Hintergründe der Sollensanforderungen aufdecken und diese Forderungen zu thematisieren. Beispielsweise die Diskussion um die Ganztagsschule. Welche Folgen hat sie für die Familienkonstellation? Spekulativ überlegt man, was wäre wenn?
Eine weitere Aufgabe der Bildungsphilosophen ist es, derartige Forderungen auf ihre Voraussetzungen, Folgen und Kontexte hin zu befragen.
Bildungsphilosophie fragt, was der Gegenstand der Erziehungswissenschaft, was das Pädagogische ist. Bildungsphilosophie erweitert, klärt und orientiert unser Wissen, Denken und Sprechen über Pädagogisches.
Bildungsphilosophie soll einen Beitrag leisten in der öffentlichen Bildungsdebatte. Ihr Beitrag soll darin bestehen,  breite, öffentlich zugängliche und verständliche Argumentationen zu liefern, die zur Urteilsbildung beitragen.